# The Trial of the Chicago 7: Music From The Netflix Film
Die Musik für The Trial of the Chicago 7, ein Film von Aaron Sorkin, wurde von Daniel Pemberton komponiert.

## Entstehung
Die Musik für The Trial of the Chicago 7, ein Gerichtsthriller von Aaron Sorkin, der am 16. Oktober 2020 in das Programm von Netflix aufgenommen wurde, komponierte Daniel Pemberton.

## Veröffentlichung
Das Soundtrack-Album mit insgesamt 17 Musikstücken, wurde am 16. Oktober 2020 von Varese Sarabande als Download veröffentlicht. Eine Veröffentlichung auf CD erfolgte am 20. November 2020.

## Singleauskopplung und Musikvideo
Als vorletztes Stück auf dem Soundtrack-Album enthalten ist Hear My Voice, gesungen und mitgeschrieben von der britischen Singer-Songwriterin Celeste und während des Abspann des Films zu hören, das von Polydor Records am 8. Oktober 2020 vorab als Download veröffentlicht wurde. Zeitgleich wurde ein Musikvideo zu Hear My Voice veröffentlicht.

## Titelliste
1. Hear My Dream – Daniel Pemberton & Celeste (1:24)
2. We’re Going To Chicago (6:18)
3. The Trial (4:38)
4. Conspiracy Office (1:12)
5. My Life (1:34)
6. Sequestering The Jury (1:17)
7. Meet The Police (0:52)
8. Take The Hill (Hear My Screams) (6:16)
9. Riot Aftermath (1:40)
10. Don’t Stand (2:19)
11. Star Witness (2:30)
12. Motion Denied (3:30)
13. Blood On The Streets (7:01)
14. Trial Day 151 (3:11)
15. Stand Up (The Chicago 7) (3:40)
16. Hear My Voice – Celeste (3:08)
17. Take The Hill (Hear My Screams) – Celeste (3:20)

## Auszeichnungen
Golden Globe Awards 2021
- Nominierung als Bester Filmsong (Hear My Voice)[5]

Hollywood Music in Media Awards 2021
- Nominierung für die Beste Filmmusik – Spielfilm (Daniel Pemberton)
- Nominierung als Bester Song (Hear My Voice, Daniel Pemberton und Celeste)[6]

Oscarverleihung 2021
- Nominierung als Bester Filmsong (Hear My Voice, Daniel Pemberton und Celeste Waite)

Satellite Awards 2020
- Nominierung als Bester Filmsong (Hear My Voice)[7]

World Soundtrack Awards 2021
- Auszeichnung als Film Composer of the Year (Daniel Pemberton)
- Nominierung als Best Original Song (Hear My Voice, Daniel Pemberton und Celeste Waite)[8][9]